# Huernia volkartii
Huernia volkartii är en oleanderväxtart som beskrevs av Erich Werdermann och Peitsch.. Huernia volkartii ingår i släktet Huernia och familjen oleanderväxter. Utöver nominatformen finns också underarten H. v. repens.